# Combate de Guadalupe
El combate de Guadalupe fue un tiroteo sucedido el 25 de octubre de 1881 en el pueblo de Guadalupe, en Lambayeque, entre los guerrilleros lambayecanos al mando de Belisario Valera y tropas regulares chilenas, dirigidas por el capitán Chacón.

## Antecedentes
En marzo de 1881, la provincia de Pacasmayo fue ocupada militarmente por los chilenos. Los soldados chilenos eran dirigidos por el sargento mayor Ezequiel Villarreal, cuya sagacidad y buen tino evitó que se cometieran excesos perpetrados por la soldadesca. 
Pasaron 40 hombres a la localidad de Guadalupe, formando una guarnición comandada por el capitán Chacón, y el teniente Sepúlveda.
Mientras tanto, los chiclayanos y lambayecanos deciden unir fuerzas para enfrentarlos. Forman 2 batallones de infantería al mando de Juan del Carmen Gálvez y Santiago Carranza, los cuales participaron en las batallas de San Juan y de Miraflores. Además, se organizó una montonera al mando de los guadalupanos Belisario Valera, Manuel Condemarín y Benjamín Zapata; de los chiclayanos Eleuterio Cabezas, y N. Soberón; del piurano Juan Seminario, quienes con aproximadamente doscientos guerrilleros mal armados irrumpieron sobre Guadalupe en las primeras horas del 25 de octubre.

## El combate
Al oír los disparos, los chilenos, se desplegaron en grupos por diferentes sectores aledaños a la plaza de armas, desarrollándose un nutrido tiroteo. Dos horas y media duró el enfrentamiento armado siendo las fuerzas de Valera repelidas, murieron soldados de ambos bandos, por parte de los chilenos el cabo José María Mendoza, y los soldados Eugenio Córdova y Tránsito Alfaro, mientras que por los montoneros fallecieron los guadalupanos Manuel Reyes y José del Carmen Castro, resultando herida además una mujer llamada Joaquina.
El mayor Villarroel, desde San Pedro, envió efectivos de caballería e infantería a Guadalupe, pero llegaron cuando todo había terminado. La población guadalupana de aquella época estaba preocupada por las acciones que pudieran tomar los chilenos contra la población en vista de los eventos sucedidos.

## Consecuencias
Pasado el tiroteo, la situación se complicó aún más. Aquella misma tarde, después que el orden estuviera completamente restablecido, transitaba un sargento chileno por la calle y al pasar por la casa que ocupaban Fernando Albújar, Justo Albújar (zapateros) y Manuel Guarniz (aprendiz de zapatero) un tiro le perforó el kepí, sin causarle ninguna herida.
Informado el teniente Sepúlveda ordenó el apresamiento de los Albújar y su ayudante Manuel Guarniz, considerándolos autores del disparo. El 27 de octubre se dio a conocer al pueblo que los Albújar y Manuel Guarniz serían fusilados por ataque a un soldado. Un consejo de guerra sin previo estudio del asunto, había decidido el fusilamiento. Al día siguiente, Fernando Albújar, Justo Albújar y Manuel Guarniz fueron ejecutados.
Desde el 13 de diciembre de 1983 son considerados héroes de la República del Perú.